# Herb Brooks
Herbert Paul "Herb" Brooks, född 5 augusti 1937 i Saint Paul, Minnesota, USA, död 11 augusti 2003 i en singelolycka i Forest Lake, Minnesota, USA, var en amerikansk ishockeyspelare och senare ishockeytränare.  
Han spelade i USA:s OS-lag både 1964 och 1968. Han är berömd för att ha tränat USA till OS-guld 1980 i Lake Placid, New York. Den händelsen kallas "Miracle on Ice" efter att USA:s lag besegrat Sovjetunionen.
Brooks träningsmetoder var mycket originella. "Jag kommer att vara er tränare, inte er vän", var det första Brooks sade till det uttagna OS-laget 1980. Brooks hade under flera år studerat den europeiska spelstilen, speciellt den sovjetiska. Laget tränades under ett halvt år tillsammans, med bland annat en längre europaturné. Sammanlagt spelades ett sextiotal matcher före OS-turneringen. I en välgörenhetsmatch en dryg vecka före OS-starten krossades USA:s lag av Sovjet med 10-3. När de två sedan möttes i OS vann USA med 4-3. Brooks ledde också USA till silvermedalj i OS i Salt Lake City 2002. 
Han har dessutom tränat NHL-lagen New York Rangers, Minnesota North Stars, New Jersey Devils och Pittsburgh Penguins.
Brooks fick mottaga Lester Patrick Trophy 2002. 2006 valdes han in i Hockey Hall of Fame postumt.